# Nicola Sterlini
Nicola Sterlini (Agrigento, 17 marzo 1798 – Teano, 3 aprile 1860) è stato un vescovo cattolico italiano.

## Biografia
Monsignor Nicola Sterlini nasce in Sicilia ad Agrigento il 17 marzo del 1798. I suoi genitori, entrambi originari di Trapani, si trasferirono nella città in cui lui stesso nacque e morirono prematuramente; la mamma colpita da un grave tumore ai polmoni morta nel 1805 e il padre morto nell'anno successivo a causa di una caduta dal tetto di casa.
Dopo la triste e non troppo lontana scomparsa prematura dei genitori, venne accudito dalla sorella della madre a Villaseta, frazione di Agrigento, presso la quale vi rimane per undici anni.
Compiuti diciotto anni, entra in seminario per l'Arcidiocesi di Agrigento e riceve l'ordinazione presbiterale il 23 marzo del 1822, nonché sei giorni dopo il suo ventiquattresimo anno, dal cardinale Pietro Gravina, arcivescovo di Palermo, vescovo esterno dalla sua rispettiva diocesi a causa della sede vacante viva dal 1820 al 1823. Dopo aver retto come vicario parrocchiale la comunità di San Michele, frazione di Agrigento, è parroco della Cattedrale di San Gerlando e svolge il ruolo di vicario generale della diocesi.
Il 27 aprile del 1840 viene nominato vescovo di Calvi e Teano da Papa Gregorio XVI, diocesi presso la quale vi rimane per venti anni.
Riceve la consacrazione episcopale il 4 ottobre dello stesso anno dal cardinale Costantino Patrizi Naro, prefetto della Congregazione dei riti, coconsacranti il vescovo Giuseppe Maria Castellani, vescovo di Porfireone e il cardinale Fabio Maria Asquini, prefetto della Congregazione per le indulgenze e le sacre reliquie.
Monsignor Sterlini già dal suo primo anno come vescovo di Calvi e Teano cercò di migliorare pienamente ogni aspetto della diocesi casertana, soprattutto per far estendere uno sviluppo sia religioso e sia materiale che consentiva il raggiungimento di una buona attività pastorale.
In quei periodi, però, esercitare il ruolo di vescovo era un qualcosa di particolarmente complesso e difficile a causa della presenza di una forte decadenza morale e religiosa, per l'imperversante anticlericalismo. Ciò consentì l'assenza delle vocazioni sacerdotali e la scarsa formazione del clero.
Monsignor Nicola Sterlini muore a Teano la mattina del 3 aprile del 1860 all'età di sessantadue anni dopo aver avuto un infarto causato dall'aumento di dolori avvenuti già negli anni precedenti. I funerali si svolgono il giorno dopo presso la Cattedrale di Teano.

## Genealogia episcopale
La genealogia episcopale è:
- Cardinale Scipione Rebiba
- Cardinale Giulio Antonio Santori
- Cardinale Girolamo Bernerio, O.P.
- Arcivescovo Galeazzo Sanvitale
- Cardinale Ludovico Ludovisi
- Cardinale Luigi Caetani
- Cardinale Ulderico Carpegna
- Cardinale Paluzzo Paluzzi Altieri degli Albertoni
- Papa Benedetto XIII
- Papa Benedetto XIV
- Papa Clemente XIII
- Cardinale Marcantonio Colonna
- Cardinale Giacinto Sigismondo Gerdil, B.
- Cardinale Giulio Maria della Somaglia
- Cardinale Carlo Odescalchi, S.I.
- Cardinale Costantino Patrizi Naro
- Vescovo Nicola Sterlini